# 桑原知子
桑原 知子（くわばら ともこ、1955年 - ）は、日本の臨床心理学者。学位は、教育学博士。放送大学特任教授。京都大学名誉教授。

## 略歴
滋賀県生まれ。滋賀県立膳所高等学校、京都大学教育学部卒、1987年同大学院教育学研究科博士課程修了。「人格の"二面性"について」で教育学博士の学位を授与される。
- 1988年、姫路獨協大学一般教育部専任講師。
- 1991年、同助教授。
- 1999年、京都大学大学院教育学研究科助教授。
- 2007年、同心理臨床学講座教授。
- 2020年、放送大学公認心理師教育推進室教授（室長）。
- 2024年、放送大学公認心理師教育推進室特任教授（室長）。

臨床心理士。
専門は、心理療法・カウンセリング・遊戯療法等、多岐に渡る。その中でも、学校現場におけるカウンセリング、家庭裁判所調査官との共同研究などの研究、実践を精力的に行っている。
また、これらの領域における実践・教育・研究・スーパービジョンを行い、社会との接点を模索している。

## 著書
- 『人格の二面性について』（風間書房） 1991
- 『もう一人の私』（創元社） 1994
- 『教室で生かすカウンセリング・マインド 教師の立場でできるカウンセリングとは』（日本評論社） 1999
- 『カウンセリングで何がおこっているのか 動詞でひもとく心理臨床』（日本評論社） 2010

### 共編著
- 『家裁調査官レポート 心理臨床からみた少年事件と家族の深層』（辻村徳治共編、日本評論社） 2001
- 『心理療法と因果的思考』（河合隼雄共編著、川嵜克哲, 大山泰宏, 河合俊雄, 長谷川眞理子共著、岩波書店、講座心理療法7） 2001
- 『心理臨床の世界』（滝口俊子共編著、放送大学） 2003
- 『人格心理学』新訂（榎本博明共編著、放送大学） 2004
- 『カウンセリング・ガイドブック』（倉光修共編、岩波書店） 2007
- 『心理臨床における個と集団』（岡田康伸, 河合俊雄共編、創元社、京大心理臨床シリーズ） 2007
- 『臨床心理学』（編、朝倉書店、朝倉心理学講座） 2007
- 『臨床の知 臨床心理学と教育人間学からの問い』（矢野智司共編、創元社） 2010

## 翻訳
- 『女性性の再発見 肥満とやせ症を通して』（マリオン・ウッドマン、山口素子共訳、創元社、ユング心理学選書） 1987
- 『甦る神々 新しい多神論』（デイヴィッド・L・ミラー、高石恭子共訳、春秋社） 1991

## 参考サイト
- 京都大学: